# United Songwriters
United Songwriters, även UniSong, är ett svenskt nätverk av professionella låtskrivare och musikproducenter av kommersiell musik. I nätverket finns drygt 500 medlemmar, bland dessa märks till exempel Rasmus Lindwall, Eva Dahlgren, Bobby Ljunggren, Helienne Lindvall, Robert Wåtz och Christian Walz. Sedan 2016 är Emanuel Olsson ordförande.
Nätverket blev känt för en bredare allmänhet hösten 2011, när det gav upphov till debatt kring Centerpartiets inställning till fildelning.